# 下津井軽便鉄道1形蒸気機関車
下津井軽便鉄道1形蒸気機関車（しもついけいべんてつどう1がたじょうききかんしゃ）は、下津井軽便鉄道（後に下津井鉄道を経て下津井電鉄に改称）に在籍した蒸気機関車の1形式である。

## 概要
茶屋町 - 味野町間の部分開業に向け、11形2両とほぼ同時に1913年6月にドイツ・ミュンヘンのクラウス社（Locomotivfabrik Krauss & Comp.：現在のクラウス＝マッファイ社）ゼントリング工場で1が1両のみ製造された。
これらはほぼ同時に完成し輸入された11形と同様、下津井軽便鉄道の資材調達全般を請け負った三井物産から当時クラウス社製品の日本における代理店であった刺賀商会、さらにドイツ・ハンブルクのカール・ローデ商会（Carl Rohde ＆Co.）を経由して発注されており、製造銘板には刺賀商会の名が陽刻されていた。

## 構造
運転整備重量10.2tのB型飽和式単式2気筒ウェルタンク機関車で、より強力な11形と共に、このような1ランク下の小型機を購入した意図は11形とは違う運用を目的としていたからだと思われる。。
基本的には11形と同様、当時のクラウス社のスタンダードに従う素直かつ堅実な設計の機関車であったが、11形より一回り小型であったためか、加減弁が蒸気ドーム内装ではなく蒸気ドーム前面に別途取り付けとされており、このため蒸気管は加減弁箱からボイラ外側を弁室まで導かれており、弁室と煙室の間には左右のシリンダからの排気管のみが設けられていた。
弁装置は11形と共通で当時一般的なワルシャート式ではなく偏心リンクを組み合わせた外側スティーブンソン式が採用されていた。
動輪直径は11形と共通の620mm、主動輪は第2動輪で、軸距は1,300mmであった。
本形式は発注条件に合わせるためサイドタンクを増設した11形と異なり、出力が低かったためか標準設計による容量1.10tのウェルタンクのみを備えており、このことから、当初より蒸気消費量が少なく軽負荷の旅客列車牽引を主目的として購入されたものとみられる。
連結器は当時の軽便鉄道で一般的であったピン・リンク式連結器ではなく、小型ながら左右2組のバッファを備えるリンク式連結器が採用されていた。

## 運用
11形よりも19日早い1913年6月5日の出場と記録されており、同年11月11日の部分開業時には間に合ったはずである。
実運用上は出力は低いが動軸重がやや重い本形式の方が空転しにくく、稗田付近や琴海から下津井にかけての連続急勾配区間ではこちらの方が運転しやすかったと伝えられており、11形に伍して旅客列車主体に使用された。
気動車の導入開始後は11形と同様、貨物列車や貨車を主体とする混合列車に使用されたが、戦時中に気動車が代用燃料化されて木炭を燃料とするようになってからはそれらに代わって旅客列車の牽引に充てられる機会が激増している。
1949年5月の電化完成後は気動車改造電車が客貨車を牽引するようになったため、他の蒸気機関車各形式と同様に不要となって廃車された。その後しばらくは残されていたが、他の蒸気機関車と同様、スクラップとして解体処分されており、現存しない。

## 主要諸元
- 型式 : Bウェルタンク式
- 全長 : 4500mm
- 全高 : 3048mm
- 全幅 : 1915mm
- 動輪径 : 620mm
- 軸配置 0-4-0（B）
- 弁装置 外側スティーブンソン式
- シリンダー（直径×行程） 230mm×300mm
- ボイラー圧力 12.0atm
- 火格子面積 0.40m2
- 全伝熱面積 22.0m2
- 運転整備重量 : 10.2t
- 最大軸重 5.1t
- 機関車性能：
  - シリンダー引張力（0.85P）：2,610kg
  - 動輪周馬力　60PS
- 燃料種類 : 石炭